# Cueva de Santa Catalina
La cueva de Santa Catalina, también denominada Antzoriz I, se encuentra en la localidad de Lequeitio (Vizcaya, País Vasco, España). En ella se han hallado restos de una comunidad humana que vivió allá hace 10 000-15 000 años. Su yacimiento arqueológico es de gran trascendencia por varias razones, entre otras porque constituye el más antiguo testimonio de la pesca en Europa, que ha proporcionado datos claves sobre el reno que han cambiado las teorías sobre esta especie en la península ibérica, y que su colección de restos de aves marinas es una de las más ricas de Europa.

## Ubicación
El yacimiento se encuentra en el cabo Antzoriz, a 1,5 kilómetros del casco urbano de Lequeitio. En la colina que corona este cabo se halla la ermita de Santa Catalina y debajo de ellas están las cuevas de Antzoriz, en una de las cuales está este yacimiento. A pocos metros por debajo se sitúa el faro de Santa Catalina.

## Historia de las investigaciones
José Miguel Barandiaran fue informado de la existencia de esta cueva en 1936, pero el estallido de la Guerra Civil le impidió examinarla aquel año; fue tras volver de su exilio cuando, en 1964, tuvo ocasión de visitarla y comprobó que albergaba un yacimiento arqueológico.
En los años 70 miembros del grupo espeleológico “Beti Goruntz” visitaron el yacimiento, hallando algunas piezas a flor de tierra. Pero las excavaciones propiamente dichas no se iniciaron hasta 1982, cuando el equipo de los arqueólogos José Luis Arribas y Eduardo Berganza comenzó los trabajos, que se prolongaron hasta el año 2000. 

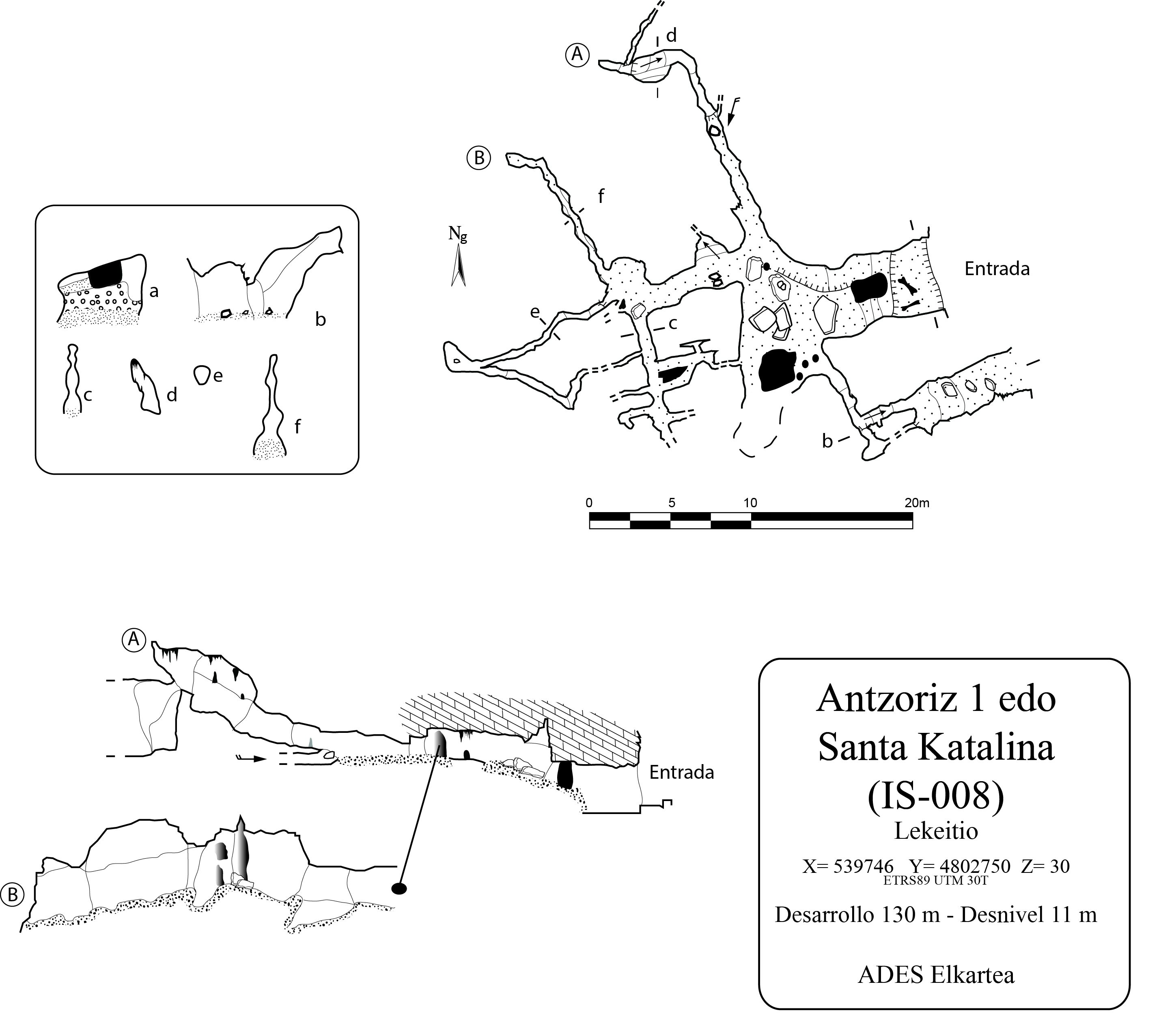
Topografía de la cavidad (2015)

## Excavación
La excavación se practicó en la cavidad denominada Antzoriz I o Santa Catalina, concretamente en su entrada este (la de la derecha, para un observador que mira al interior de la cueva), en un área de 9 metros cuadrados. En ella se han identificado varios niveles arqueológicamente significativos (uno Aziliense y dos Magdalenienses), donde se han recuperado moluscos, huesos de animales, herramientas de piedra y hueso, restos de hogueras, piezas de arte mueble y algunos dientes humanos.

### Restos animales
Entre los restos investigados se han identificado unas 120 especies animales, entre ellas pueden destacarse:
- Ictiofauna: el conjunto de restos de peces del yacimiento de Santa Catalina es el testimonio más antiguo de pesquerías humanas en Europa, y uno de los más ricos (53 especies y subespecies). Los más abundantes son los salmónidos, los pleuronectiformes y el bacalao, con predominancia de este último; de hecho, estos hallazgos han refutado la antigua teoría de que la pesca de esa época se fundamentaba en los salmónidos.[7]
- Mamíferos ungulados: constituyen el 95% de todos los restos, y entre ellos predomina el ciervo. Pueden mencionarse en particular los restos de reno (un conjunto singular en la península ibérica por su abundancia y su carácter tardío, del Aziliense), de hiena (también los más tardíos de la Península, del Magdaleniense) y de foca (que se referencia en muy pocos yacimientos cantábricos).[8]
- Aves: la colección de Santa Catalina es una de las más ricas del Pleistoceno Superior en Europa. A destacar la presencia de aves marinas (poco investigadas frente a las terrestres), entre las cuales se encuentran tres especies extinguidas: Puffinus holeae (extinguida hace 2000-3000 años), Puffinus olsoni (extinguida en el siglo XIV) y Pinguinus impennis (extinguida en el siglo XIX; la de Santa Catalina es la colección más abundante de restos de esta especie). En el conjunto de restos, el grupo más abundante son los anseriformes (en torno al 40%); le siguen los proceláridos, charadriiformes, estrigiformes, lagópodos y anátidas. El análisis de los huesos indica que fueron empleados como alimento y como materia prima para herramientas y, posiblemente, rituales.[9][10]

Aparte de las especies mencionadas se han encontrado otras muchas de menor relevancia: micromamíferos, reptiles, anfibios, equinodermos, crustáceos y moluscos.

### Restos vegetales
El examen palinológico, cruzado con los datos climáticos y macrorrestos vegetales, ha permitido reconstruir la evolución de la cobertura vegetal del entorno del yacimiento:
- En el Magdaleniense Superior predominaban las praderas, con pequeñas manchas boscosas de madroños y coníferas, en un entorno similar a la tundra.[12]
- En el Magdaleniense final fueron proliferando los abedules y los árboles del género Quercus, sin desaparecer las praderas.
- La benignidad climática del Aziliense produjo un auge de los grandes bosques de robles y encinas, así como la expansión de otras muchas especies de árboles y plantas.

En el yacimiento de Santa Catalina se han encontrado muchos restos de madera, empleados como combustible y en procesos relacionados con la caza y el preparado de los alimentos. También se han descubierto restos de bellota, probablemente empleados como alimento; cuentan entre los más antiguos hallados en Europa.

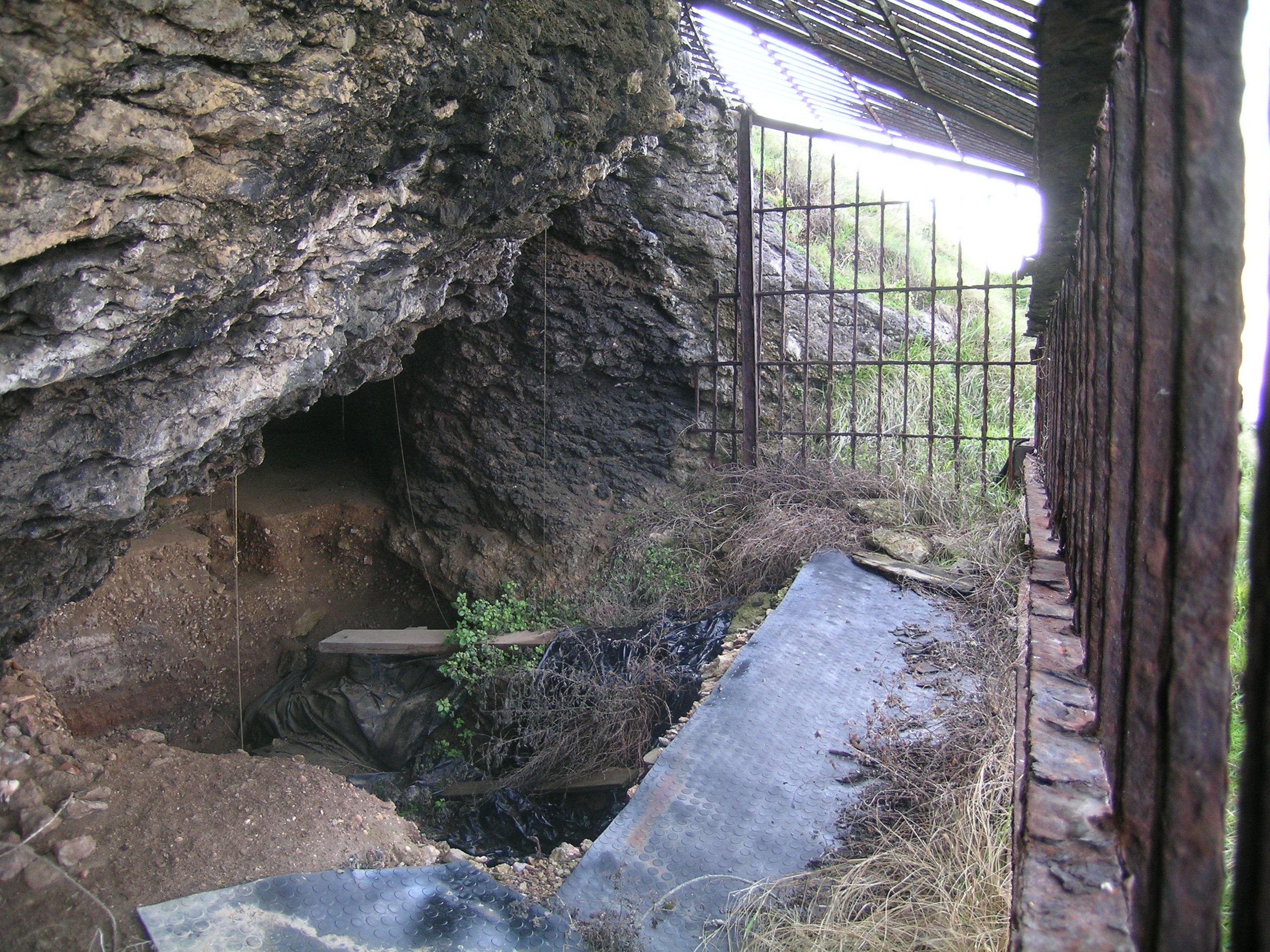
Estado del yacimiento antes de su acondicionamiento en 2015

### Datos paleoclimáticos
Los sedimentos más antiguos hallados en Santa Catalina son de la última glaciación (es decir, de cuando el ser humano todavía no vivía en ella). Las ocupaciones prehistóricas comenzaron al final del Pleistoceno (hace unos 15 000 años). Durante los próximos 5000 años, sus habitantes tuvieron que hacer frente a notables cambios climáticos: tras los primeros 600 años de clima benigno, se sucedieron 1600 años de calentamientos y enfriamientos sucesivos, dentro de una tendencia general al enfriamiento; después llegó el Dryas Reciente, fase fría que duró 1400 años; y tras ella empezó el Holoceno, que proporcionó 1500 años de un clima cálido a los habitantes de la cueva, hasta que la abandonaron hace unos 10 200 años.
En cuanto al mar, antes del comienzo del Holoceno se encontraba 120 metros más bajo que el nivel actual. Esto quiere decir que el promontorio de Antzoriz no se encontraba sobre el agua como hoy día, sino que la línea de costa estaba a unos 2 kilómetros, en una zona actualmente anegada por el mar. Por la misma razón, el río Lea no desaguaba en el punto que hoy lo hace, sino que corría a lo largo de la actual línea de costa, hasta llegar a lo que hoy es el cabo, donde proseguía en dirección norte hasta su desembocadura. Los habitantes de la cueva tenían a sus pies una plataforma con pequeñas colinas, valles y bosques; se cree que esta plataforma costera pudo ser una de las principales vías usadas por los animales migratorios, entre ellos el reno.

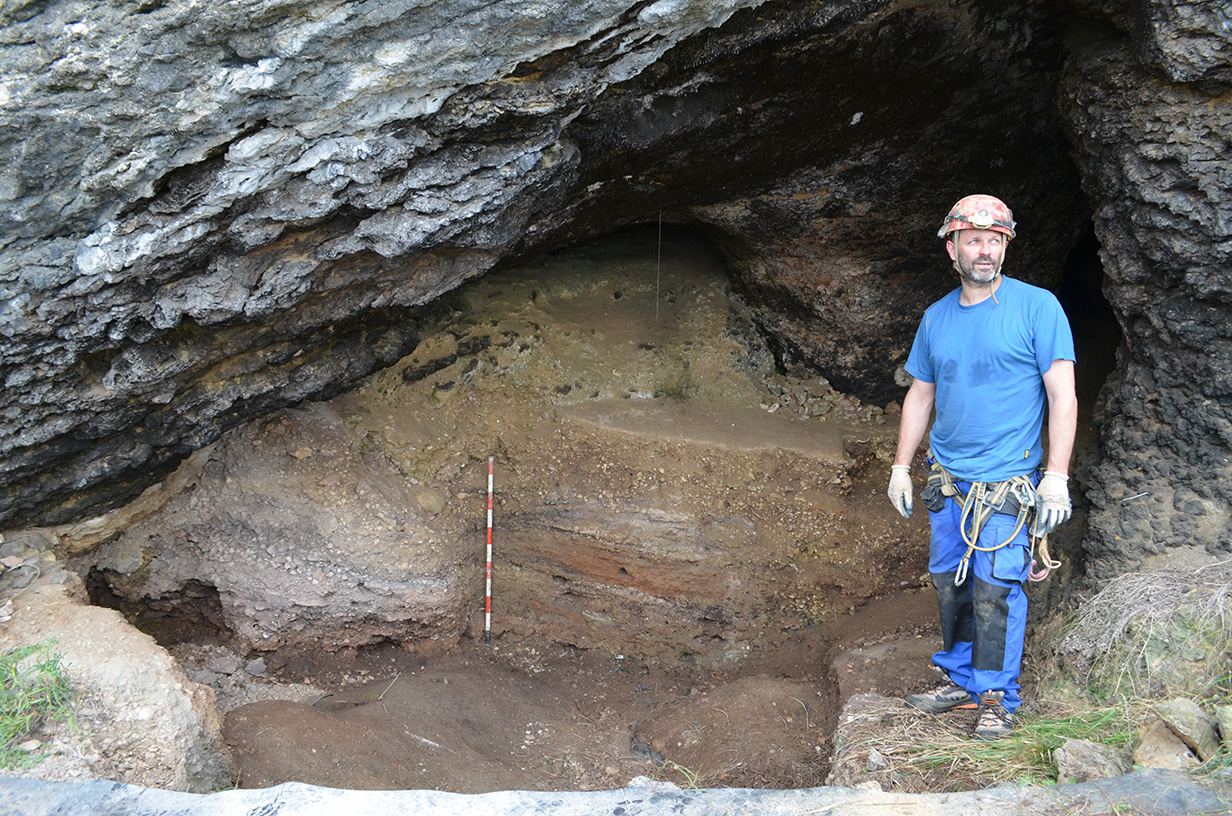
Un espeleólogo durante las labores de acondicionamiento en 2015

## Estado actual del yacimiento
Mientras duraron los trabajos arqueológicos, y también posteriormente, el yacimiento de Santa Catalina fue objeto de excavaciones furtivas en repetidas ocasiones. Como consecuencia de ello se removieron sus estratos, con el consiguiente perjuicio y pérdida de material arqueológico.
En 2015, con ocasión de la publicación de la primera síntesis de las excavaciones, la Diputación Foral de Vizcaya encargó a las asociaciones AGIRI de arqueología y ADES de espeleología el acondicionamiento de la cueva. Durante estos trabajos se procedió a evaluar el estado del yacimiento, cribar la tierra removida por los furtivos (que permitió recuperar varios miles de piezas de sílex que habían desechado), realizar una topografía de precisión de la cueva, retirar la verja metálica deteriorada y proteger los cortes arqueológicos con un relleno de arlita.